# Первосвященник

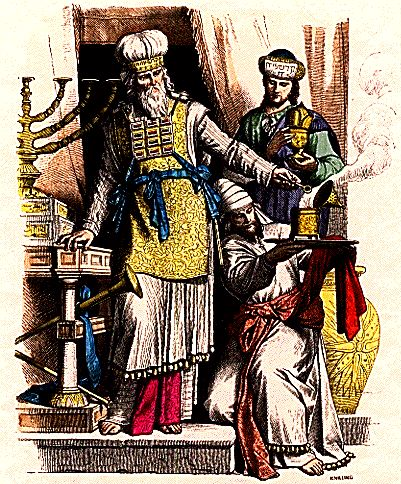
Иллюстрация XIX века

Первосвяще́нник (в Торе — др.-евр. הַכֹּהֵן הַגָּדוֹל‬, ха-кохен ха-гадоль, досл.: «великий священник», иногда сокр. הַכֹּהֵן‎, ха-кохен — «священник»; в Септуагинте — др.-греч. ἱερεὺς ὁ μέγας) в иудаизме — священнослужитель, возглавлявший службу в Скинии, а затем в Храме. К первосвященникам, как и к царям, применялся эпитет машиах (מָשִׁיחַ‎ — «помазанник, мессия»), так как посвящение в этот сан сопровождалось помазанием елеем (Лев. 4:3, 5, 16).

## Ветхий Завет
В Ветхом Завете в качестве первосвященника впервые упоминается царь Салимский Мелхиседек (Быт. 14:18). Позже, при исходе из Египта, Бог избрал Аарона, брата Моисея, и лишь его потомки по мужской линии имели законное право занимать этот пост (как и быть священниками вообще). Первосвященник времён царей Давида и Соломона Садок (Цадок) был родоначальником династии первосвященников (цадокиды), занимавших этот пост (возможно, с перерывами) вплоть до прихода к власти хасмонеев. Позже династия трансформировалась в секту саддукеев.
Институт ветхозаветного первосвященничества перестал существовать со времени разрушения иерусалимского Храма (70 год н. э.).

### Наследственная должность
Должность первосвященника давалась, как правило, пожизненно и переходила по наследству к старшему сыну. Первым первосвященником израильского народа был Аарон, его наследниками стали сначала Елеазар, а затем Пинхас (в Синодальном переводе Библии — Финеес; Чис. 20:26; Втор. 10:6; Суд. 20:28). До Илии или начиная с него этот пост по неустановленной причине перешёл к роду Ифамара, младшего сына Аарона (1Цар. 1:9; 1Пар. 24:1-6). Во времена Давида его совместно занимали Авиафар и Садок. Однако после того, как Соломон сослал Авиафара в Анафоф, эта должность, начиная с Садока, стала исключительно привилегией потомков Елеазара (3Цар. 2:26,35).

### Облачение
Первосвященник назван в Библии «священником» (Исх. 29:30), «помазанным священником» (Лев. 4:3, 5:16) или «великий же священник из братьев своих, на голову которого возлит елей помазания, и который освящён, чтобы облачаться в священные одежды, не должен обнажать головы своей и раздирать одежд своих» (Лев. 21:10). Описание священных одежд, которые Моисей повелел изготовить для Аарона, дано в Исх. 28:2—39. Одежды состояли из наперсника, ефода, верхней ризы, льняного тканого хитона (нижней одежды), головного убора (кидара) и пояса, который, согласно преданию, был очень длинным. Видимо, ефод служил прежде всего для закрепления и ношения наперсника. Верхняя риза не имела рукавов и, вероятно, была длиной до пят. Её подол был украшен гранатами, сделанными из разноцветных шерстяных нитей, и золотыми бубенчиками. Под ризой священник носил хитон с рукавами, который также был длиной до пят. Верхняя риза была сделана из голубой шерсти и надевалась поверх хитона, но под ефод. Её надевали через голову, горловину обшивали тканым кантом, «подобно отверстию брони» (Исх. 28:31). В Исх. 39:22 есть указание на то, что верхняя риза была тканой. Гранаты на подоле должны были напоминать первосвященнику о заповедях (см. Чис. 15:38—41), которые надлежало соблюдать и ему, а звон бубенцов, согласно Исх. 28:35 (ср. ст. 43), о том, что священник мог без опасности для жизни приближаться к Господу, когда был одет точно в соответствии с Его предписаниями. Предположение, что звук бубенцов должен был разгонять злых духов, не находит подтверждения в Библии. Верхняя риза имела назначение указывать людям и её носителю на славу, величие и святость первосвященника. На кидаре первосвященник носил прикреплённую на голубом шнуре пластинку из чистого золота (циц), на которой было выгравировано «Святыня Господня» (קדש ליהוה‎, кадош ле-Адонай). Пластинка всегда прикрывала лоб Аарона и всех последующих первосвященников (Исх. 28:36—38). Эта золотая пластинка должна была возместить несовершенство святых даров народа и согласно Талмуду (Б. Зевахим 88 б) искупало грех высокомерия со стороны детей Израиля. Но прежде всего первосвященник был отмечен ею как освящённая собственность Господа. Кидар первосвященника, вероятно, представлял собой свитый из ткани тюрбан и отличался от головных уборов остальных священников названием. В великий день искупления первосвященник должен был омыть свое тело водой, потом надеть хитон, нижнее платье, пояс и кидар, изготовленные только из льняной ткани (Лев. 16:4).

### Ритуальная чистота
Должность первосвященника была весьма почётной и передавалась по наследству. К первосвященнику предъявлялись особо строгие требования в отношении обрядовой чистоты (Лев. 21:10—15). Даже в случае смерти отца или матери он, в отличие от остальных священников, не имел права осквернить себя прикосновением к умершему. Ему запрещалось обнажать в знак траура голову и раздирать одежду, что позволялось другим священникам (Лев. 10:6). В это время первосвященник не должен был покидать святилище (ст. 7). Первосвященник не мог жениться на вдове или на отверженной, он имел право взять в жёны только иудейку-девственницу, в то время как остальным священникам не возбранялось жениться на вдовах.

### Обязанности
Обязанностью первосвященника было присматривать за всем, что касалось Храма, богослужения и священства. Он должен был приносить жертвы как за свои грехи (Лев. 4:3—12), так и за грехи всего народа (ст. 13—21); ему полагалось совершать предписанные жертвоприношения в День искупления (гл. 16). Кроме того, в особо ответственных случаях первосвященник должен был испрашивать волю Господа при помощи урима и туммима (Лев. 8:8). Первосвященник мог исполнять любые священнические обязанности и позднее стал приносить жертвы по случаю субботы, новолуния и больших праздников.
Во время вавилонского плена (587—538 годы до н. э.) обязанности первосвященника не исполнялись.
В послепленное время институт первосвященства был восстановлен. Первосвященник стал пользоваться всё возрастающим авторитетом и властью, поскольку царей в Израиле тогда не было. Впоследствии хасмонеи, маккавейские цари-священники, объединяли власть царя и первосвященника в одном лице; это продолжалось до тех пор, пока Иудея сохраняла при них свою независимость. Во времена Иисуса первосвященник председательствовал в синедрионе и в политическом плане являлся верховным вождём народа, правда, подконтрольным оккупационным римским властям.

### Список ветхозаветного периода
| Дата                     | Царь                            | Первосвященник                    | Ветхий Завет | Значение имени                                 | «Седер Олам Зута»  | Иосиф Флавий                                     | Первосвященник                            | Ветхий Завет                                                                                 |
| ------------------------ | ------------------------------- | --------------------------------- | --- | ---------------------------------------------- | ------------------ | ------------------------------------------------ | ----------------------------------------- | -------------------------------------------------------------------------------------------- |
|                          |                                 |                                   | Первый Храм |                                                |                    |                                                  |                                           |                                                                                              |
|                          |                                 | 1. Аарон                          | «[Господь Моисею] Я поставил тебя Богом фараону, а Аарон, брат твой, будет твоим пророком» (Исх. 7:1); «возьми к себе Аарона… чтоб он был священником Мне» (Исх. 28:1)                                       | «высокий», «гора», «гора света»                |                    |                                                  |                                           |                                                                                              |
|                          |                                 | 2. Елеазар (Элеазар)              | «[Господь Моисею] сними с Аарона одежды его, и облеки в них Елеазара, сына его, и пусть Аарон отойдет и умрет там» (Чис. 20:26)                                                                              | «Бог помог»                                    |                    |                                                  |                                           |                                                                                              |
|                          |                                 | 3. Финеес (Пинехас)               | «[Господь Моисею] скажи: вот, Я даю ему Мой завет мира, и будет он ему и потомству его по нем заветом священства вечного» (Чис. 25:11—12)                                                                    | «негр»; «медные уста»                          |                    |                                                  |                                           |                                                                                              |
|                          |                                 | 4. Авишуй (Авиуд; Абишуа)         | «Аарон же и сыновья его […] совершали всякое священнодействие во Святом Святых и для очищения Израиля» (1Пар. 6:49—50) «Финеес родил Авишуя» (1Пар. 6:5)                                                     | «отец счастья»                                 |                    |                                                  |                                           |                                                                                              |
|                          |                                 | 5. Буккий (Букки)                 | «Авишуй родил Буккия» (1Пар. 6:5) | «опустошение»                                  |                    |                                                  |                                           |                                                                                              |
|                          |                                 | 6. Озия (Уззий; Уззи)             | «Буккий родил Озию» (1Пар. 6:5) | «сила Божия»                                   |                    |                                                  |                                           |                                                                                              |
|                          |                                 | а) линия Елеазара (сын Аарона)    | От линии Елеазара первосвященство переходит к линии Ифамара => |                                                |                    |                                                  | б) линия Ифамара (Итамар; сын Аарона)     |                                                                                              |
|                          |                                 | Зерахия (Зерахья; Зераия)         | «Озия родил Зерахию» (1Пар. 6:6) | «свет Иеговы»                                  |                    |                                                  | 7. Илий (Эли; «Бог есть высок»)           | «… в Силоме. Илий же священник сидел тогда на седалище у входа в храм Господень» (1Цар. 1:9) |
|                          |                                 | Мераиоф                           | «Зерахия родил Мераиофа» (1Пар. 6:6) | «откровения»                                   |                    |                                                  | 8. Ахитув (Ахитуб; «дорогой друг/брат»)   | (сын Финееса и внук Илия); 1Цар. 14:3                                                        |
|                          | Саул                            | Амария (Амариас)                  | «Мераиоф родил Амарию» (1Пар. 6:7) | «Богом обещанный»                              |                    |                                                  | 9. Ахия (Ахиагу; «друг Иеговы»)           | «священник Господа в Силоме, носивший ефод» (1Цар. 14:3)                                     |
|                          | Давид                           | Ахитув (сын Амарии)               | «Амария родил Ахитува» (1Пар. 6:11) | «брат благости»                                |                    |                                                  | 10. Ахимелех («брат царя»)                | «И сказал Давид Ахимелеху священнику» (1Цар. 21:2)                                           |
| X век до н. э.           | Давид и Соломон                 | 12. Садок (Цадок)                 | «Ахитув родил Садока» (1Пар. 6:8) «И распределил их Давид — Садока из сыновей Елеазара, и Ахимелеха из сыновей Ифамара, поочередно на службу их» (1Пар. 24:3)                                                | «праведный»                                    |                    |                                                  | 11. Авиафар (Абиатар; Эбиатар; «полнота») | «Давид… сказал священнику Авиафару: принеси ефод» (1Цар. 23:9)                               |
|                          |                                 | 13. Ахимаас (Ахимаац)             | «Садок родил Ахимааса» (1Пар. 6:8) «Ахимаас, сын Садока» (2Цар. 15:36) | «брат гнева»                                   |                    | Jonathan (1Парал. VI, 8, 15)                     |                                           |                                                                                              |
| ок. 928—911 год до н. э. | Соломон и Ровоам                | 14. Азария I                      | «Ахимаас родил Азарию, Азария родил Иоанана; Иоанан родил Азарию, — это тот, который был священником в храме, построенном Соломоном в Иерусалиме» (1Пар. 6:9—10) «Азария, сын Садока священника» (3Цар. 4:2) | «помощь Господа»                               |                    |                                                  |                                           |                                                                                              |
|                          |                                 |                                   | |                                                | Иоаш (Joash)       | 15. Иорам (Joram)                                |                                           |                                                                                              |
|                          |                                 | 16. Иоиарив (Иегоиарив; Иегояриб) | 1Пар. 9:10; 24:7 | «которого защитит Господь/Иегова»              | Иегоиарив          | Иисус (Isos)                                     |                                           |                                                                                              |
|                          |                                 |                                   | |                                                | Иегошафат          | 17. Аксиорам (Axioram)                           |                                           |                                                                                              |
| ок. 842—820 до н. э.     | Иоас                            | 18. Иодай (Иегояда)               | «И вызвал Иодай священник начальников сотен» (2Пар. 23:14) | «Бог печётся о нём»; «хранимый Богом»          | Иодай              |                                                  |                                           |                                                                                              |
|                          |                                 |                                   | |                                                | Педаия (Pedayah)   | 19. Фидея (Phideas)                              |                                           |                                                                                              |
|                          | Амасия                          |                                   | |                                                | Цидкия (Tsedeqyah) | 20. Судея (Sudéas)                               |                                           |                                                                                              |
| ок. 770 до н. э.         | Озия                            | 21. Азария II                     | «Азария священник, и с ним восемьдесят священников Господних» (2Пар. 26:17) «Азария первосвященник» (2Пар. 26:20)                                                                                            | «помощь Господа»                               |                    | Иоель                                            |                                           |                                                                                              |
|                          |                                 |                                   | |                                                | Иотам              | 22. Иотам                                        |                                           |                                                                                              |
| ок. 732 до н. э.         | Ахаз                            | 23. Урия                          | «послал царь Ахаз к Урии священнику изображение жертвенника и чертёж» (4Цар. 16:10) | «свет Божий»; «пламень Божий»; «Бог есть свет» | Урия               | Урия                                             |                                           |                                                                                              |
| ок. 630 до н. э.         |                                 | 24. Азария III                    | «Азария первосвященник из дома Садокова» (2Пар. 31:10) | «помощь Господа»                               | Neriah             | Нерия                                            |                                           |                                                                                              |
|                          |                                 |                                   | |                                                | Ошаия (Hoshaiah)   | 25. Одия (Odeas)                                 |                                           |                                                                                              |
| ок. 642—640 до н. э.     | Амон                            | 26. Селлум (Шаллум)               | «Садок родил Селлума» (1Пар. 6:12) | «воздаяние», «возмездие»                       | Shallum            | Shallum                                          |                                           |                                                                                              |
| ок. 622 до н. э.         | Иосия                           | 27. Хелкия (Хилкия)               | В восемнадцатый год царя Иосии, послал царь […] пойди к Хелкии первосвященнику, пусть он пересчитает серебро (4Цар. 22:4)                                                                                    | «наследие Божие»                               | Hilqiahou          | Elcias                                           |                                           |                                                                                              |
|                          |                                 | 28. Азария IV                     | «Хелкия родил Азарию» (1Пар. 6:13) | «помощь Господа»                               | Azariah IV         |                                                  |                                           |                                                                                              |
| ок. 586 до н. э.         | Седекия                         | 29. Сераия                        | «Азария родил Сераию»(1Пар. 6:14) «взял начальник телохранителей Сераию первосвященника» (4Цар. 25:18) | «воин/вождь Иеговы»                            | Zeraiah            | Сарея (Sareas)                                   |                                           |                                                                                              |
|                          |                                 | 30. Иоседек (Иегоцадак)           | «Сераия родил Иоседека» (1Пар. 6:14) | «Иегова/Господь праведен»                      | Yéhotsedeq         | Иоседек (Josedek)                                |                                           |                                                                                              |
|                          |                                 |                                   | Второй Иерусалимский храм (после Вавилонского плена) |                                                |                    |                                                  |                                           |                                                                                              |
| ок. 515—490 до н. э.     | Дарий I (наместник Зоровавель)  | 31. Иисус (Иешуа)                 | «Во 2-й год царя Дария, в 6-й месяц, в 1-й день месяца, было слово Господне через Аггея пророка к Зоровавелю […] и к Иисусу, сыну Иоседекову, великому иерею» (Агг. 1:1)                                     | "Иегова спасает", "спасение от Иеговы"         |                    | Иисус (Древн., XI, 3, § 10)                      |                                           |                                                                                              |
| ок. 490—470 до н. э.     |                                 | 32. Иоаким (Иояким)               | «Иисус родил Иоакима» (Неем. 12:10) |                                                |                    | Иояким (Иуд. война, XI, 5, § 6)                  |                                           |                                                                                              |
| ок. 470—433 до н. э.     | Ксеркс I                        | 33. Елияшив (Элиашиб)             | «встал Елияшив, великий священник, и братья его священники и построили Овечьи ворота» (Неем. 3:1) |                                                |                    | Элиашиб (Иуд. война, XI, 5, § 5)                 |                                           |                                                                                              |
| ок. 433—410 до н. э.     |                                 | 34. Иоиада (Иояда)                | «во дни Елиашива, Иоиады…» (Неем. 12:22) |                                                |                    | Иуда (Древн. ХI, 7, § 1)                         |                                           |                                                                                              |
| ок. 410—371 до н. э.     | Артаксеркс I (наместник Неемия) | 35. Иоханан                       | «во дни Елиашива, Иоиады, Иоханана…» (Неем. 12:22) |                                                |                    | Иоанн (Древн. ХI, 7, § 1)                        |                                           |                                                                                              |
| ок. 371—320 до н. э.     | Александр Македонский           | 36. Иаддуй (Иаддуа)               | «во дни Елиашива, Иоиады, Иоханана и Иаддуя» (Неем. 12:22) |                                                |                    |                                                  |                                           |                                                                                              |
| ок. 320—280 до н. э.     |                                 |                                   | |                                                |                    | 37. Ониас I (Оний I) (Иуд. Древн., XIII, 2, § 5) |                                           |                                                                                              |

### Список последующих первосвященников
- Манассия — первосвященник Иудеи (276 до н. э. — 250 до н.э)
- Ония II — первосвященник Иудеи (250 до н. э. — 218 до н. э)
- Симон II — первосвященник Иудеи (218 до н. э. — 192 до н. э)
- Ония III — первосвященник Иудеи (192 до н. э. — 175 до н. э.)
- Иасон — первосвященник Иудеи (175 до н. э. — 171 до н. э.).
- Ония IV — первосвященник Иудеи (171 до н. э.)
- Менелай — первосвященник Иудеи (171 до н. э. — 162 до н. э.)
- Иуда Маккави (Молот) — первосвященник Иудеи (прет. 165—162)
- Алким (Алкиной) — первосвященник Иудеи (162 до н. э. — 159 до н. э.)
- Ионатан, брат Иуды — первосвященник Иудеи (152 до н. э. — 143 до н. э., прет. с 160 до н. э.)
- 142 — 37 до Р. Х. правители Иудеи из рода Хасмонеев (Маккавеев)
- Ганамел — первосвященник Иудеи (37 до н. э. — 35 до н. э.)
- Аристобул — первосвященник Иудеи (35 до н. э.)
- Иоазар бен Симон — первосвященник Иудеи (ок. 10 до н. э. — 5 до н. э.)
- Элеазар — первосвященник Иудеи (5 до н. э. — 4 до н. э.)
- Маттий (Маттйагу) — первосвященник Иудеи (4 до н. э.)
- Иосиф бен Эллем — первосвященник Иудеи (4 до н. э.)
- Иисус бен Сет — первосвященник Иудеи (4 до н. э. — 6 год)
- Анна — первосвященник Иудеи с 6 по 15 годы
- Елеазар бен Анна — первосвященник Иудеи в 16−17 годы
- Каиафа — первосвященник Иудеи с 18 по 37 годы
- Ионафан бен Анна — первосвященник Иудеи (37 год)
- Феофил бен Анна — первосвященник Иудеи (37−41 годы)
- Матиас бен Анна — первосвященник Иудеи (43 год)
- Анна бен Анна — первосвященник Иудеи (63 год)
- Иисус бен Дамнай — первосвященник Иудеи (62—63 годы)
- Иисус бен Гамала — первосвященник Иудеи (63—65 годы)
- Маттиас бен Феофил — первосвященник Иудеи (65 — 66 годы)
- Финеес (Фанний) бен Самуил — первосвященник Иудеи (66—70)
- 70 н. э. — Храм разрушен римлянами

## Новый Завет
Согласно Евр. 5:5, Иисус Христос считается истинным первосвященником Церкви Божьей. В отличие от ветхозаветных первосвященников, каждый год приносивших жертвы за грехи народа, Он однажды и навсегда взял на Себя человеческие грехи и примирил людей с Богом (Евр. 9:25—28; ср. Ис. 53:11; Ин. 1:29; 1Пет. 2:24), войдя в небесное святилище (Евр. 9:24).

Ибо всякий первосвященник, из человеков избираемый, для человеков поставляется на служение Богу, чтобы приносить дары и жертвы за грехи, могущий снисходить невежествующим и заблуждающим, потому что и сам обложен немощью, и посему он должен как за народ, так и за себя приносить [жертвы] о грехах. И никто сам собою не приемлет этой чести, но призываемый Богом, как и Аарон. Так и Христос не Сам Себе присвоил славу быть первосвященником, но Тот, Кто сказал Ему: Ты Сын Мой, Я ныне родил Тебя; как и в другом [месте] говорит: Ты священник вовек по чину Мелхиседека. Он, во дни плоти Своей, с сильным воплем и со слезами принес молитвы и моления Могущему спасти Его от смерти; и услышан был за [Своё] благоговение; хотя Он и Сын, однако страданиями навык послушанию, и, совершившись, сделался для всех послушных Ему виновником спасения вечного, быв наречен от Бога Первосвященником по чину Мелхиседека.
— Евр. 5:1—10